# Люк-сюр-Од
Люк-сюр-Од (фр. Luc-sur-Aude) — коммуна во Франции, находится в регионе Лангедок — Руссильон. Департамент коммуны — Од. Входит в состав кантона Куиза. Округ коммуны — Лиму.
Код INSEE коммуны — 11209.

## Население
Население коммуны на 2008 год составляло 192 человека.
| 1962 | 1968 | 1975 | 1982 | 1990 | 1999 | 2008 |
| ---- | ---- | ---- | ---- | ---- | ---- | ---- |
| 96   | 109  | 113  | 130  | 199  | 173  | 192  |

## Экономика
В 2007 году среди 128 человек в трудоспособном возрасте (15—64 лет) 93 были экономически активными, 35 — неактивными (показатель активности — 72,7 %, в 1999 году было 62,7 %). Из 93 активных работали 85 человек (45 мужчин и 40 женщин), безработных было 8 (5 мужчин и 3 женщины). Среди 35 неактивных 13 человек были учениками или студентами, 10 — пенсионерами, 12 были неактивными по другим причинам.